# Jorge Álvarez (productor)
Jorge Álvarez (Buenos Aires, 1932 - ídem., 5 de julio de 2015) fue un productor discográfico y empresario editorial, considerado como uno de los principales promotores de la cultura argentina de los años 1960 y 1970. Produjo álbumes de prestigiosas sociedades artísticas y a grupos y solistas de la primera y segunda generación del rock argentino, como Sui Generis, Manal y Luis Alberto Spinetta. Mayormente, los lanzamientos del material discográfico apadrinado por Álvarez se realizaba a través de su propio sello discográfico independiente: Mandioca.
Álvarez también fundó tres editoriales con las cuales publicó unos trescientos títulos, entre traducciones y libros de reconocidos escritores argentinos como Félix Luna y Rodolfo Walsh, entre otros. Propició la idea de hacer una cómic biográfico sobre el Che Guevara y se encargó de la posterior publicación de Vida del Che, creado por HGO, Alberto y Enrique Breccia, el cual fue editado en 1968.
En España fue quien popularizó la palabra 'movida', que exportó a Madrid de la Buenos Aires de la década de 1960, siendo, a su vez, el creador de los grupos pop Mecano y Olé Olé, ambos con exitosos álbumes de ventas masivas. En dicho país también produjo a Joaquín Sabina y Manolo Tena.

## Biografía

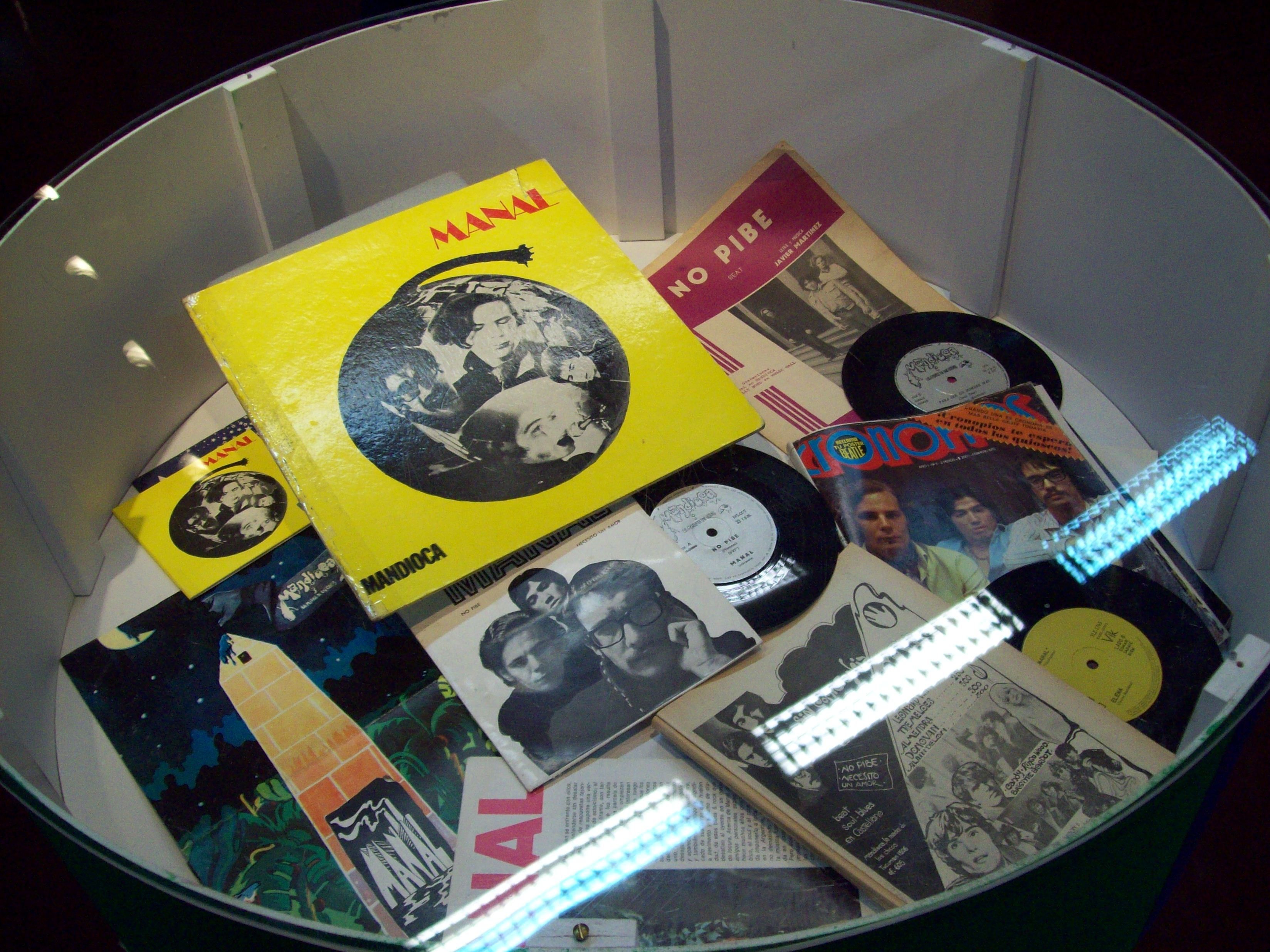
El primer álbum y algunos sencillos de Manal, exposición Pidamos peras a Jorge Álvarez, en la Biblioteca Nacional.

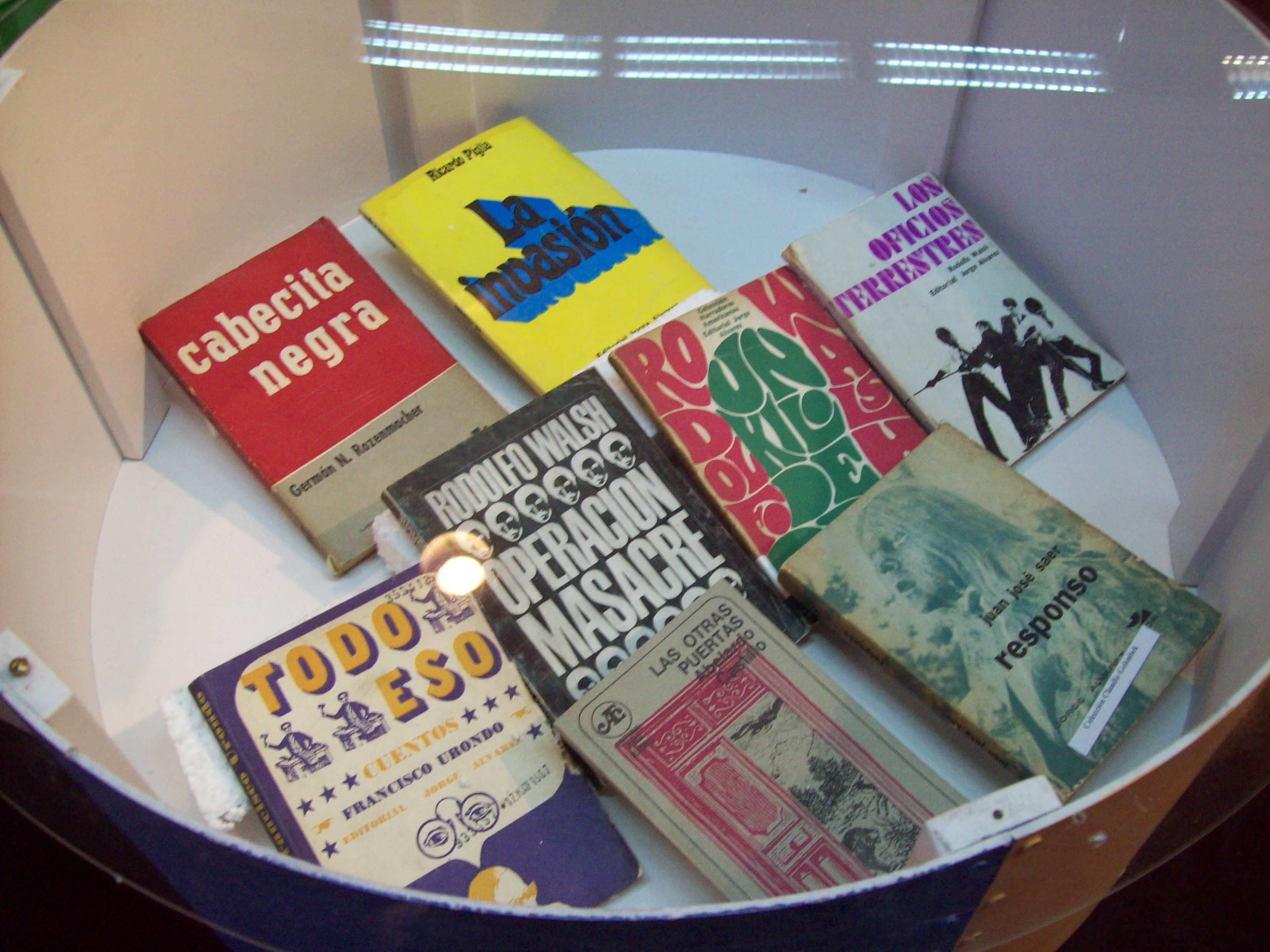
Libros que público Jorge Álvarez con su editorial, exposición Pidamos peras a Jorge Álvarez, en la Biblioteca Nacional.

Realizó sus estudios en el prestigioso Colegio Nacional de Buenos Aires.

### Inicios: editorial Jorge Álvarez y ediciones De la Flor
Fundó su primera y propia empresa distribuidora de artículos literarios en el año 1963, bajo el nombre de Editorial Jorge Álvarez. La idea surgió cuando Álvarez les propuso a sus superiores publicar una biografía de Eva Perón, obra de David Viñas. Pero ellos rechazaron la idea. En cambio, Álvarez decidió gestar su propia editorial independiente. Sin embargo ese libro nunca llegó a publicarse, aunque poco después logró lanzar su primer libro: Cabecita negra obra de Germán Rozenmacher. Publicó libros como Los oficios terrestres de Rodolfo Walsh, La señora Ordóñez de Marta Lynch, La traición de Rita Hayworth de Manuel Puig, Los caudillos de Félix Luna, Mi amigo el Che de Ricardo Rojo, Entre sajones y el arrabal de Leopoldo Torre Nilsson, los primeros números de Mafalda de Quino (siguió editando la tira con ediciones De la Flor), y Literatura argentina y realidad política de David Viñas, al igual que destacables traducciones de Jean-Paul Sartre y Roland Barthes, entre doscientas y trescientas publicaciones. Muchas personas en vez de buscar libros por nombres de escritores, buscaban libros por el título de la editorial de Álvarez. Su librería en la calle Talcahuano 485 fue uno de los salones literarios de la década de 1960.
Álvarez ofreció a Daniel Divinsky (quien había hecho traducciones para Álvarez), formar una nueva editorial. Fue entonces cuando Pirí Lugones se refirió al proyecto como: «Ustedes quieren una flor de editorial», debido a las grandes aspiraciones de Álvarez y Divinsky. Y de ahí surgió el nombre de Ediciones De La Flor, fundada en 1967 con Divinsky. Sin embargo, sus editoriales quebraron a causa de la política económica del por aquel entonces ministro argentino Krieger Vasena.

### Productor musical, Mandioca y Talent
En 1968 Álvarez fundó el sello independiente Mandioca, junto a Pedro Pujó, Javier Arroyuelo y Rafael López Sánchez, como una tentativa por terminar con el mercado dominante que tenían las grandes discográficas. Con su Sello Mandioca, Álvarez descubrió a bandas y músicos tales como Manal, Vox Dei, Almendra, Tanguito, Sui Generis, Pappo's Blues, Miguel Abuelo y Moris.
Poco tiempo después del cierre de Mandioca, Álvarez fundó una subempresa de la discográfica Microfón, llamada Talent (o a veces Talent Microfón), cuyos lanzamientos incluyeron el álbum doble compilatorio de Manal, el primer disco de David Lebón, Artaud de Luis Alberto Spinetta (con una portada irregular diseñada por el propio músico y artista), Vida, Confesiones de invierno y Pequeñas anécdotas sobre las instituciones de Sui Generis, así como también los primeros cuatro discos del trío Invisible.
Actuó para la película Puntos suspensivos de 1971, bajo la dirección de Edgardo Cozarinsky.

Por ejemplo, Jorge Álvarez nos decía: 'No se pongan límites'. Cuando le caímos con La Biblia dijo 'vamos para adelante, no piensen en nada'. No tuvimos productores que nos decían qué hacer, nosotros siempre hicimos lo que se nos cantó.
Willy Quiroga.

También diseño algunas portadas de libros como La traición de Rita Hayworth de Manuel Puig y la tapa del álbum Vida de Sui Generis.

### Exilio a España

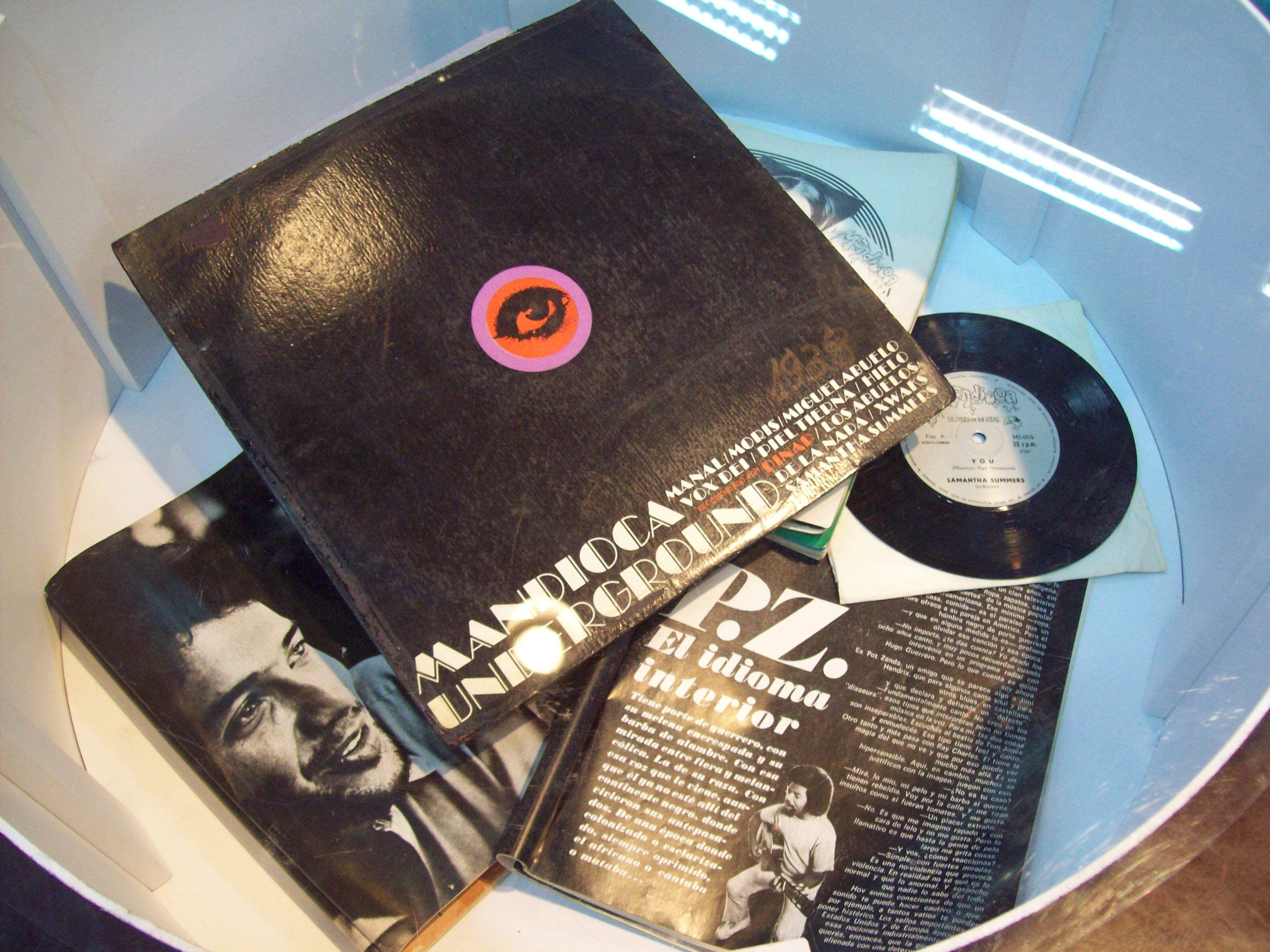
El álbum Mandioca Underground en la exposición Pidamos peras a Jorge Álvarez, en la Biblioteca Nacional.

En 1977, tras recibir la siguiente advertencia: "estas creando una juventud contestataria" mientras se hallaba en una fiesta del cineasta Leopoldo Torre Nilsson, Álvarez se vio obligado a exiliarse en España.

### Mecano y Olé Olé
En España, trabajando para el equipo de CBS buscó músicos en salas de ensayo para formar el grupo de pop español Mecano, llevándole un año y medio encontrar los músicos adecuados. Álvarez habló con los padres de los hermanos Cano y les pidió que les compraran instrumentos y equipos a sus hijos, para luego darles dos LPs del grupo argentino Sui Generis (Charly García) explicándoles que su idea era crear "los Sui Generis españoles". Los primeros álbumes, producidos por Álvarez, Mecano y ¿Dónde está el país de las hadas?, de 1982 y 1983 respectivamente, fueron éxitos masivos.
Nuevamente, en 1982 la CBS decide crear un nuevo conjunto musical sucesor de Mecano. Para ello Jorge Álvarez reúne a Luis Carlos Esteban (teclados y composición), Emilio Estecha (bajo) y Juan Tarodo (batería) para crear la banda de pop llamada Olé Olé. Tras un casting de la CBS, Vicky Larraz fue seleccionada como cantante por Álvarez. Más tarde se incorporó a la banda Gustavo Montesano como guitarrista y compositor, quien sorprendió a sus colegas argentinos debido a que en Buenos Aires había sido bajista y cantante de un grupo de rock sinfónico (Crucis) mientras que en España reaparecería como guitarrista en un grupo de pop ochentero muy comercial. El primer álbum homónimo de Olé Olé se lanzó en diciembre de 1983 y fue un éxito en ventas, al igual que todos los álbumes de Olé Olé.
El último álbum que produjo Álvarez fue No tóxico de la banda de punk rock Iwánido en el año 2000. Sin duda España le debe a Álvarez gran parte de la llamada 'movida' madrileña de la década de 1980, para cuya evolución no dudó en importar ideas de la 'movida' argentina de finales de los años 60s, llevando a Madrid a músicos y hasta al ilustrador de portadas Juan Gatti, quien posteriormente se estableció definitivamente en la capital española.

### Vuelta a la Argentina y últimos años
Luego de treinta y cuatro años en España, Álvarez volvió a Argentina en 2011. En declaraciones, Álvarez manifestó su deseo de volver a emprender una editorial, como también producir artistas musicales, y escribir sus memorias. En un reportaje en el programa Los 7 locos del Canal 7 ha manifestado su deseo de reeditar la obra completa de Germán Rozenmacher, con el consentimiento del hijo del autor. Finalmente se presentaron las Obras completas de Germán Rozenmacher el 13 de noviembre de 2013 en la Biblioteca Nacional, el primer autor que publicó.
Entre el 15 de marzo hasta el 30 de abril, por iniciativa de Juan J. Mendoza y Horacio González, se realizó la muestra Pidamos peras a Jorge Álvarez, en la Biblioteca Nacional, en donde se halla expuesta su heterogénea obra como editor y como productor musical en la Argentina.
En septiembre de 2012 Jorge Álvarez editó la biografía de Olé Olé titulada Love Pop. Escrita por el autor Juan Carlos Herranz, el célebre productor argentino volvió a encumbrar al mítico grupo de los años 80 y 90, cuando esta publicación se convirtió en un éxito entre los fanáticos del grupo.
Jorge Álvarez ha declarado sobre los actuales medios sobre las descargas de música de forma pirata: "el mundo ha cambiado y hay que adaptarse a eso".
La Universidad Nacional de Córdoba le dio el "Premio Cultura 400 Años" el 24 de abril de 2013. En julio de ese año público sus memorias bajo la editorial Libros del Zorzal. Pasó sus últimos años acompañado de jóvenes escritores y músicos, interiorizándose de las novedades culturales.

## Fallecimiento
Tras estar internado tres semanas, entró en coma farmacológico durante una semana, falleciendo el 5 de julio de 2015. La noticia repercutió en varios medios locales, como así también de España y México. Álvarez murió en la ruina económica, viviendo en una pensión cuyo alquiler no podía abonar, pero su labor como iniciador de las movidas argentina (década de 1960) y española (década de 1980) fue incuestionable.
Varios artistas brindaron sentidas palabras por el fallecimiento de Álvarez, entre ellos, Gillespi, Juanse de Ratones Paranoicos, como también Marta Sánchez integrante del grupo Olé Olé, lamentaron el fallecimiento del editor.
El periodista y escritor sobre rock argentino Daniel Ripoll declaró:

Todo en su camino fue fundacional. Montó editoriales y compañías grabadoras, reinventó los recitales y la forma de comunicar, traspasó fronteras, descubrió escritores y músicos, inauguró estilos, modos y revolucionó muchas cabezas desde los sesenta hasta nuestros días (...) Jorge fue un talibán de la cultura, de la creación editorial (letras y música) y, sobre todo, de los nuevos modos de comunicación. Para siempre será uno de los fundadores del Rock Nacional. Mandioca, la madre de sus chicos, ha dado varias generaciones de artistas argentinos, pero, antes que nada, de buenos oyentes, de público ilustrado gracias a sus visiones anticipatorias y a la ruptura cultural que siempre planteó para con la tradición.
Daniel Ripoll, 2015.

## Discografía como productor
- Varios artistas - Mandioca Underground (1969)
- Manal - Manal (1970)
- Vox Dei - Caliente (1970)
- Moris - Treinta Minutos de Vida (1970)
- Varios artistas - Pidamos peras a Mandioca (1970)
- Vox Dei - La Biblia (1971)
- Pappo's Blues - Pappo's Blues Volumen 1 (1971)
- Billy Bond y La Pesada del Rock and Roll - Billy Bond y La Pesada del Rock and Roll (1971)
- Sui Generis - Vida (1972)
- Luis Alberto Spinetta - Artaud (1973)
- Sui Generis - Confesiones de invierno (1973)
- Manal - Manal (1973)
- Invisible - Invisible (1974)
- Sui Generis - Pequeñas anécdotas sobre las instituciones (1974)
- Sui Generis - Adiós Sui Géneris, parte I & parte II (1975)
- Espíritu - Crisalida (1975)
- Espíritu - Libre y Natural (1976)
- Crucis - Crucis (1976)
- Crucis - Los Delirios del Mariscal (1976)
- Sissi - Sissi (1980)
- Javier Krahe, Joaquín Sabina y Alberto Pérez - La mandrágora (1981)
- Mecano - Mecano (1982)
- Mecano - ¿Dónde está el país de las hadas? (1983)
- Olé Olé - Olé Olé (1983)
- Olé Olé - Voy a mil (1984)
- Joaquín Sabina - Ruleta rusa (1984)
- Olé Olé - Bailando sin salir de casa (1986)
- Olé Olé - Los caballeros las prefieren rubias (1987)
- Olé Olé - Cuatro hombres para Eva (1988)
- Olé Olé - 1990 (1990)
- Olé Olé - Al descubierto (1992)
- Sui Generis - Adiós Sui Géneris volumen III (1994)
- Iwánido - No tóxico (2000)
- Nahuel Briones + Orquesta pera reflexiva - El cruce de los unders (2015)